# Orde van Broederschap en Eenheid
De Orde van Broederschap en Eenheid werd door de regering van Joegoslavië sinds 1945 verleend. Het presidium van de Joegoslavische federatie kende maarschalk Tito deze op de borst gedragen ster in 1945 toe. In het geval van Tito werd een bijzondere uitvoering, een "ster met gouden palm" verleend.
De orde werd verleend voor verdiensten in dienst van de federatie.
- De leden van deze orde dragen een ster op de linkerborst.

## De versierselen
Het kleinood is een zilveren ster. Deze ster is op een rode cirkel met een gouden rand met daarop dertig rode sterretjes gelegd. Op de ster is een gouden medaillon met het wapen van de republiek en een rode ster aangebracht.